# Референдумы в Швейцарии (1998)
Референдумы в Швейцарии проходили 7 июня, 27 сентября и 29 ноября 1998 года. В июне прошли три референдума: по федеральной резолюции о сбалансированном бюджете и по народным инициативам «за защиту жизни и окружающей среды и против генетической инженерии» и «Швейцария без секретной полиции». Бюджет был одобрен, а обе инициативе отклонены. В сентябре проводились референдумы по федеральному закону о платных дорогах для грузового транспорта в зависимости от объёма двигателя (как следствие одобренной в 1994 году федеральной резолюции на эту тему) и по народным инициативам «за правильно оцененную пищевую продукцию и экологические сельские хозяйства» и «10-я ревизия страхования по старости и потере кормильца без увеличения пенсионного возраста». Закон о дорожной оплате был одобрен, а обе инициативы отклонены.
В ноябре прошли референдумы по поправке к федеральному закону о трудовом кодексе в торговле и промышленности, по федеральным резолюциям о строительстве и фенансировании инфраструктуры общественного транспорта и временной статьи Конституции о зерне, а также по народной инициативе «за осторожную политику по наркотикам». Все были одобрены за исключением народной инициативы, которая была отвергнута.

## Результаты
| Месяц                     | Вопрос                                                       | За        | За   | Против    | Против | Пустых/ недействительных бюллетеней | Пустых/ недействительных бюллетеней | Всего     | Зарегистри- рованных избирателей | Явка | Кантоны за | Кантоны за | Кантоны против | Кантоны против |
| Месяц                     | Вопрос                                                       | Голоса    | %    | Голоса    | %      | Пустые                              | Недейств.                           | Всего     | Зарегистри- рованных избирателей | Явка | Полных     | Полу-      | Полных         | Полу-          |
| ------------------------- | ------------------------------------------------------------ | --------- | ---- | --------- | ------ | ----------------------------------- | ----------------------------------- | --------- | -------------------------------- | ---- | ---------- | ---------- | -------------- | -------------- |
| Июнь                      | Сбалансированный бюджет                                      | 1 280 329 | 70,7 | 530 486   | 29,3   | 76 513                              | 7 105                               | 1 894 433 | 4 629 496                        | 40,9 | 20         | 6          | 0              | 0              |
| Июнь                      | Народная инициатива по генной инженерии                      | 624 964   | 33,3 | 1 252 302 | 66,7   | 26 169                              | 6 599                               | 1 913 034 | 4 629 496                        | 41,3 | 0          | 0          | 20             | 6              |
| Июнь                      | Народная инициатива по секретной полиции                     | 451 089   | 24,6 | 1 383 055 | 75,4   | 56 644                              | 6 836                               | 1 897 624 | 4 629 496                        | 41,0 | 0          | 0          | 20             | 6              |
| Сентябрь                  | Дорожная оплата                                              | 1 355 735 | 57,2 | 1 014 370 | 42,8   | 26 674                              | 7 481                               | 2 402 260 | 4 636 259                        | 51,8 |            |            |                |                |
| Сентябрь                  | Народная инициатива по продуктам и сельскому хозяйству       | 535 436   | 23,0 | 1 794 024 | 77,0   | 54 518                              | 7 680                               | 2 391 658 | 4 636 259                        | 51,6 | 0          | 0          | 20             | 6              |
| Сентябрь                  | Народная инициатива по пенсионному возрасту                  | 973 966   | 41,5 | 1 374 139 | 58,5   | 38 203                              | 7 716                               | 2 394 024 | 4 636 259                        | 51,6 | 5          | 0          | 15             | 6              |
| Ноябрь                    | Финансирование общественного транспорта                      | 1 104 294 | 63,5 | 634 714   | 36,5   | 32 150                              | 5 865                               | 1 777 023 | 4 638 920                        | 38,3 | 19         | 3          | 1              | 3              |
| Ноябрь                    | Конституционная поправка по зерну                            | 1 318 585 | 79,4 | 341 473   | 20,6   | 96 537                              | 7 325                               | 1 763 920 | 4 638 920                        | 38,0 | 20         | 6          | 0              | 0              |
| Ноябрь                    | Поправка к федеральному закону по трудовому законодательству | 1 072 978 | 63,4 | 620 011   | 36,6   | 68 253                              | 6 452                               | 1 767 694 | 4 638 920                        | 38,1 |            |            |                |                |
| Ноябрь                    | Народная инициатива по наркополитике                         | 453 451   | 26,0 | 1 290 070 | 74,0   | 30 286                              | 5 890                               | 1 779 697 | 4 638 920                        | 38,4 | 0          | 0          | 20             | 6              |
| Источник: Nohlen & Stöver |                                                              |           |      |           |        |                                     |                                     |           |                                  |      |            |            |                |                |